# Tartarughe Ninja
Tartarughe Ninja (in origine Teenage Mutant Ninja Turtles, letteralmente "Tartarughe ninja mutanti adolescenti") è una serie a fumetti di genere fantascientifico e supereroistico ideata nel 1984 dai disegnatori Kevin Eastman e Peter Laird tramite un’autoproduzione e pubblicata inizialmente negli Stati Uniti d'America dalla casa editrice statunitense Mirage Studios. Dopo aver conosciuto diversi editori e formati, attualmente è pubblicata dalla IDW Publishing.

## Contesto e storia editoriale
Gli anni ottanta rappresentano un periodo di rinascita per il fumetto americano, la Marvel ritorna a produrre profitti sotto la direzione illuminata di Jim Shooter, la DC Comics pubblica opere seminali, alla base della moderna narrativa a fumetti e vi è il proliferare delle case editrici indipendenti che permettono agli autori libertà creativa e sperimentazione. La nuova era del fumetto si apre grazie al proliferare del Mercato Diretto ovvero della nascita di fumetterie e negozi specializzati che entro la fine del decennio sostituiscono le edicole come principale fonte di vendite nel mondo dei comic. Questo permette agli editori di poter gestire la produzione di copie stampate e distribuite grazie al sistema delle pre-ordinazioni e a differenza del mercato delle edicole non vi sono resi con il rischio di migliaia di copie invendute da mandare al macero. Inoltre all'interno del Direct Market vengono definitivamente a mancare le regole di controllo sul materiale pubblicato attraverso la ghigliottina del Comics Code Authority. Si crea quindi un terreno fertile per la creazione di case editrici indipendenti, i cui albi sono sostenuti dai migliaia di comic shop nati negli Stati Uniti in brevissimo tempo. Tra queste vi sono la First comic, la Malibu Comics, la Pacific Comics, la Comico, la Dark Horse Comics e la Valiant Comics a cui se ne aggiungono altre decine. Per i fumettisti vi è quindi la possibilità di portare nuove idee, formati ed avere una libertà creativa conosciuta in precedenza solo all'oscuro e semi-sconosciuto mercato degli underground comics. Tra i titoli che ottengono visibilità e distribuzione inimmaginabili fino a pochi anni prima abbiamo opere quali Watchmen di Alan Moore e Dave Gibson, Batman: Il ritorno del Cavaliere Oscuro di Frank Miller (entrambe pubblicate da DC), la linea Epic Comics (imprint Marvel per fumetti indirizzati ad un pubblico adulto e/o post-adolescenziale), Maus di Art Spiegelman, Nexus di Mike Baron e Steve Rude, American Flagg! di Howard Chaykin, Love and Rockets dei Los Bros. Hernandez. A questi si aggiunge il dirompente impatto della serie in bianco e nero delle Teenage Mutant Ninja Turtles che, contro ogni previsione danno il via ad un fenomeno con decine di imitazioni (spesso fallimentari), all'inizio di fenomeni speculativi e ad uno sviluppo multimediale e di merchandise di grande successo. In genere questi titoli (e altri ancora) cambiano completamente lo scenario del mercato e servono alla espansione delle pubblicazioni di opere a fumetti nel sofisticato formato delle graphic novel, testa di ponte per l'approdo del fumetto nelle librerie dove acquista una nuova dignità letteraria.

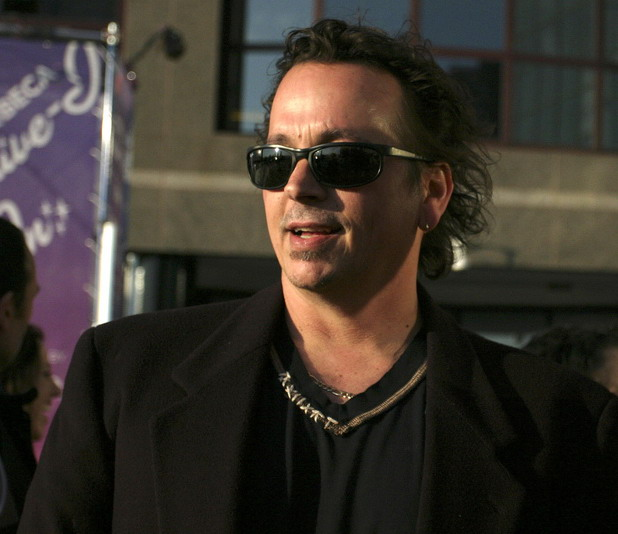
Lo scrittore/disegnatore Kevin Eastman, co-creatore delle Teenage Mutant Ninja Turtle (foto del 2009).

Prima del 1984, Kevin Eastman aveva pubblicato solo pochi lavori su Comix Wave e Goodies; mentre Peter Laird era stato ancora meno fortunato. I due, traendo spunto da alcune bozze disegnate per svago, concepirono la serie delle Tartarughe Ninja soprattutto al fine di parodiare stimati lavori di Frank Miller quali Daredevil e Ronin con personaggi antropomorfi nello stile del fumetto di culto Cerebus, a cui erano entrambi molto legati. In questo caso i loro eroi sono delle tartarughe antropomorfe (mutate da sostanze radioattive) che sviluppano abilità da ninja e prendono i loro nomi da celebri artisti rinascimentali quali: Leonardo, Donatello, Michelangelo e Raffaello (chiamato Raphael nella versione originale). Possedendo uno stile di disegno molto simile, poterono scambiarsi i ruoli per accorciare i tempi di lavorazione, e dopo aver realizzato il primo episodio della loro serie iniziarono a cercare qualcuno che la pubblicasse. Sfortunatamente, nessun editore trovò interessante il progetto, e i disegnatori dovettero optare per l'autopubblicazione. Fondarono così una loro casa editrice, che chiamarono Mirage ("miraggio") proprio per l'assenza di veri e propri studi di lavoro, sostituiti da angusti spazi quasi casalinghi. Per arrivare alla stampa del primo albo di 40 pagine in bianco e nero devono prosciugare i loro conti bancari e chiedere dei prestiti ai loro parenti, e rimborsi delle tasse. I due autori non si perdono d'animo e portano avanti il loro progetto.
Per poter arrivare alla pubblicazione di Eastman & Laird's - Teenage Mutant Ninja Turtles senza alzare eccessivamente i costi si affidano ad una inesperta tipografia, che stampa il primo numero in un formato inusuale per i fumetti, tanto che anche le successive uscite si presentano con dimensioni e alcuni difetti di stampa e impaginazione. Il primo volume della serie viene distribuito in 3000 copie il primo maggio del 1984 e, superando le aspettative, suscita un tale interesse tra i lettori da andare esaurite. Ne segue una ristampa di 6000 copie anch'essa in sold-out. Nonostante copra un pubblico di nicchia del mercato indipendente il duo Liard/Eastman sente di aver creato qualcosa di speciale, capace di potersi ritagliare un proprio spazio nel cuore dei lettori. Di conseguenza si mettono subito al lavoro sul secondo albo a cui vi si dedicano per 5 mesi (esce nell'ottobre del 1984), vi si dedicano con scrupolo e attenzione in quanto può essere la vera prova del fuoco per la loro creazione. Decidono di distribuirne 15 mila copie che vanno immediatamente esaurite. In seguito alla sorprendente richiesta delle fumetterie ne viene distribuita una seconda ristampa di 30 mila copie, anch'essa andata esaurita e rendendo la loro serie sulle tartarughe ninja il fumetto indipendente più venduto nella storia dei comic book statunitensi. Il più grande fenomeno del mercato indipendente del decennio è difficilmente spiegabile considerata l'ampia scelta offerta dal settore in questo periodo di boom creativo, il co-creatore Eastman dichiara: «Mi piacerebbe dire che i lettori amano il nostro stile di disegno (e narrazione) ma la maggior parte delle persone (da noi interpellate) affermano che si tratta del bisogno di leggere fumetti differenti. Ai lettori è piaciuto per la novità che ha rappresentato». In riscontro così positivo porta ad una produzione di decine di titolo di albi simili pubblicati in bianco e nero con la nascita di diverse case editrici indipendenti, ma il successo ottenuto dalle Tartarughe Ninja non viene eguagliato e il mercato indie di fumetti in bianco e nero, dopo un picco di vendite iniziale collassa nel giro di pochi anni. L'apice di questo tipo di comic book è nel 1986 quando i comic shop hanno un'enorme richiesta di titoli che sono derivativi o parodie delle Teenage Mutant Ninja Turtles, tra questi vi sono titoli quali Cold-Blooded Chamaleon Commandos, Pre-Teen Dirty Jean Kung Fu Kangaroos, Adolescent Radioactive Black Belt Hamsters, Naive Interdimensional Commando Koalas, Geriatric Gangrene Jujitsu Gerbils. La rivista di settore Amazing Heroes arriva a calcolare che nel mese di dicembre del 1986 vi sono 41 serie in bianco e nero che parodiano o si ispirano a quella delle tartarughe ninja. Il fenomeno viene ulteriormente amplificato dai risultati ottenuti da TMNT (anagramma di Teenage Mutant Ninja Turtles) n.8 in cui le Tartarughe Ninja ospitano sulla loro serie un team-up con il Cerebus di Dave Sim. L'albo può vantare la vendita record (per gli indie-comic) di quasi centomila copie. Sono diversi gli artisti di punta della storia fumettistica a stelle e strisce a voler dare un lo loro contributo alla serie, tra i quali Richard Corben, Rick Veicht, Michael Zulli, Mark Bode. Il mercato conosce quindi un periodo di grande espansione ma anche di incertezze e instabilità, tanto che i due principali editori indipendenti agli inizi degli anni ottanta quali la Capital Comics e la Pacific Comics devono già cessare le pubblicazione a metà del decennio, dando spazio alla Eclipse Comics e alla Comico anche se è la Dark Horse Comics a divenire il vero primo terzo polo del fumetto statunitense e a costruire una realtà destinata a rimanere un landmark del settore anche ai giorni nostri. Nonostante questo il fenomeno delle Teenage Mutant Ninja Turtles risulta sorprendente dando involontariamente inizio alla speculazione sulla vendita dei fumetti nel mercato secondario che ormai non vede più la partecipazione dei collezionisti e appassionati ma anche della massiccia entrata degli speculatori, evento che mette le basi per il crash del mercato fumettistico del biennio 1995/1996 un decennio dopo. Già nel 1985 il primo albo della serie è molto ricercato con la rivista Comic Collectors che ne fissa il prezzo a quaranta dollari che sale a 125 dollari nel 1986, divenendo un comic book che nel mercato secondario è più ricercato e valutato dell'albo degli anni settanta in cui appaiono per la prima volta i nuovi X-Men di Chris Claremont ovvero Giant Size X-Men n.1 il punto di partenza per la serie best-seller degli anni ottanta (Uncunny X-Men). I due creatori delle tartarughe Ninja divengono delle star del mondo dei comic soprattutto dopo la loro apparizione e intervista sulla prestigiosa rivista di settore Comics Interview n.27 ma il successo definitivo per Liard e Eastman, anche a livello internazionale, arriva nel 1987 con un contratto con Playmates Toys, una piccola azienda decisa a far successo nel mondo delle action figure e l'inizio della produzione di una serie d'animazione che viene seguita da molti giovani telespettatori, arrivando a durare quasi un decennio. La versione animata viene edulcorata rispetto alla versione fumettistica più graffiante e violenta ma d'altra parte diviene fondamentale la vendita dei giocattoli stile action figure indirizzata ad un'utenza in età pre-adolescenziale. Di fatti la trasposizione animata riscuote una popolarità incredibile tra i bambini e i ragazzini. Fu proprio questa trasposizione a rendere le Tartarughe Ninja famose nel mondo intero, ma si allontana dai toni e dalle atmosfere cupe della serie a fumetti originali aumentando i toni ironici e leggeri in modo da puntare ad un pubblico più vasto, composto anche da una fascia si telespettatori infantile. Da questa serie, nota anche in Italia con il titolo di Tartarughe Ninja alla Riscossa, si sente quindi la necessità di affiancare alla serie a fumetti di Lard/Eastman un prodotto cartaceo che rispecchiasse la trasposizione animate. Da qui nasce l'accordo con la storica casa editrice Archie Comics che si incarica di realizzare questa nuova versione delle Tartarughe Ninja con il titolo Teenage Mutant Ninja Turtles Adventures, fumetto nato come trasposizione degli episodi, ma anche di storie originali. La serie a fumetti della Archie Comics risulta essere un'ulteriore propulsione alla popolarità dei personaggi in quanto può godere di una distribuzione non solo all'interno del circuito del mercato diretto ma anche nelle edicole, divenendo accessibile ad un numero di lettori più vasto e di ogni età. Agli inizi degli anni novanta le TNMT sono quindi divenute un fenomeno popolare della cultura pop avendo uno show televisivo di grande successo trasmesso dalla CBS nel loro seguitissimo slot di cartoni animati del sabato mattino, un videogioco realizzato da Nintendo, una linea di giocattoli popolare a livello internazionale, dei prodotti alimentari a loro dedicati quali pizze surgelate, una linea di cereali e la Hosttess Pudding Pie che gli dedica un loro prodotto. Il merchandising copre diversi prodotti, dalla fornitura di pacchetti per merenda da portare a scuola, lenzuola e fodere per cuscini ai celebri dispenser Pez (all'apice della popolarità in quel periodo). Il fenomeno è tale che vi si interessano inevitabilmente anche gli studios di Hollywood dal quale ne nasce un film cinematografico live-action distribuito nelle sale statunitensi a partire dal 30 marzo 1990. La pellicola ottiene un buon riscontro di pubblico dando origine ad una trilogia di film.
Nel frattempo la Mirage Studios pubblicava Tales of the Teenage Mutant Ninja Turtles, Teenage Mutant Ninja Turtles - Volume 2 e alcuni speciali su Mirage Specials. Il successo del primo film si replica col sequel del 1991 ma viene un sostenuto calo di incassi col terzo capitolo distribuito nel 1993, che, nonostante i buoni introiti, non eguaglia quello dei primi due film. Nel 1997 viene girata una serie in live action dal titolo Tartarughe Ninja: l'Avventura continua, ma, dopo un avvio positivo nella prima stagione, lo share calò nella seconda e si decise di chiudere la serie. Nonostante ciò, i creatori delle Tartarughe Ninja si ritrovano ad aver generato un franchise che solo grazie al merchandising raccoglie oltre 400 milioni di dollari all'anno. Gli stessi Kevin Eastman e Peter Liard ammettono di aver trovato una miniera d'oro che li porta a guadagnare oltre ogni loro possibile immaginazione anche perché avendo detenuto i diritti sulla loro creazione, al contrario di quanto sarebbe capitato con le Big-Two (DC e Marvel) detengono la proprietà intellettuale e le licenze su qualsiasi prodotto e/o opera multimediale sui loro eroi ninja antropomorfi. Eastman si accorge che da quando deve curare gli aspetti commerciali del franchise ha sempre meno tempo da dedicarsi alla sua vera grande passione ovvero il lavoro di fumettista. Anticipando quanto poi creato con successo qualche anno più tardi dalla Image (nel 1992) crede che sia necessario creare una casa editrice che sappia curare al meglio gli aspetti produttivi, di pubblicazione e di marketing degli autori indipendenti e lasciare che loro si occupino unicamente delle loro opere creator-owned. Ovviamente esistono già case editrici indipendenti di questo tipo ma lui vuole usufruire della sua esperienza come fumettista nell'aiutare altri autori nel migliore dei modi garantendo loro almeno l'80% dei guadagni sui fumetti che divengono profittevoli creando uno staff editoriale che si preoccupi totalmente dell'aspetto produttivo permettendo loro di non doversi occupare d'altro se non del versante creativo. A tal fine decide di creare la casa editrice Tundra Publishing con lo scopo di dare spazio a talenti emergenti e alle idee più innovative del panorama fumettistico, mentre l'aspetto manageriale viene curato da uno staff specializzato della Tundra. Oltre a vi è la volontà di produrre edizioni deluxe di opere di grandi autori quali Cages di Dave McKean, del quale vuole distribuire adeguatamente negli USA anche la graphic novel britannica Violent Cases e No Man's Land dell'artista George Pratt, reso noto dal suo stile pittorico. Nel suo progetto iniziale prevede sia necessario un anno di tempo, partendo da una produzione di fumetti ridotta per poi espandersi. I piani non vengono però rispettati e Eastman non riesce a costruire un'organizzazione efficiente per raggiungere i propri scopi. Dopo l'annuncio e la presentazione della Tundra al San Diego Comicon del 1990 si ritrova a gestire circa 70 progetti da parte di autori indipendenti e allo stesso tempo non ha la capacità e possibilità di costruire una casa editrice che li sappia gestire. A tal fine si rivolge al presidente Mike Richardson della Dark Horse Comics e propone una fusione con la Tundra che però viene declinata in quanto considerato troppo rischioso e non necessariamente profittevole. Bisogna considerare che il primo fumetto di successo della Dark Horse è stato una parodia delle Tartarughe Ninja con la serie Boris the Bear Slaughters, the Teenage Radioactive Black Belt Mutant Ninja Critters, che arriva a vendere 80 mila copie. Ora però (nel 1990) è divenuta il terzo polo editoriale del mercato venendo nominata dal distributore Capital City come "Il miglior editore dell'anno. Senza il giusto supporto e i finanziamenti adeguati, l'ambizioso progetto di Liard è destinato quindi a fallire.
Nel 2001 gli studi Mirage hanno pubblicato una nuova serie a fumetti intitolata TMNT (acronimo di Teenage Mutant Ninja Turtles) seguita dal periodico approfondimento Tales of TMNT.
Nel 2003, in collaborazione con 4Kids è stata prodotta una nuova serie animata, scritta principalmente da Peter Laird. La serie ha ottenuto un discreto successo negli Stati Uniti e arrivò in Italia due anni più tardi con il titolo di Tartarughe Ninja. Nel 2007 Kevin Munroe ha prodotto TMNT, un film in computer grafica dedicato alle tartarughe ninja, che si svolge dopo la morte di Shredder. Nel 2008 è stata realizzata la settima stagione della serie animata. Nel 2010 inoltre è uscito negli Stati Uniti il film TV d'animazione Turtles Forever, molto particolare perché mette insieme le varie versioni uscite negli anni e troviamo le tartarughe dell'87 che lottano a fianco a quelle della serie del 2003 e incontrano anche quelle originali del fumetto del 1984.

## Trama
In seguito a un incidente automobilistico, un pericoloso liquame radioattivo venne disperso nelle fogne di New York, contaminando quattro piccole tartarughe smarrite nel trambusto dell'evento. Le vittime del contagio subirono una lenta ma radicale mutazione genetica, che le portò ad assumere caratteristiche vistosamente antropomorfe e facoltà intellettive non inferiori a quelle umane. Il mentore delle Tartarughe, il saggio Splinter, ha invece origini diverse a seconda della storia di riferimento: nel fumetto originale Splinter era un topolino adottato come animale da compagnia dal saggio maestro di arti marziali Hamato Yoshi, vittima del perfido Shredder, maestro rivale e futuro capo della setta criminale nota come "Clan del Piede". Anch'egli contaminato dalle radiazioni subisce un processo simile a quello delle tartarughe e decide di adottare i giovani mutanti come figli e istruirli nelle arti marziali.
Nella serie animata del 1987, rimuovendo la crudele morte di Hamato Yoshi, si apprende che Splinter altri non è che la versione mutata dello stesso Hamato Yoshi, il quale fu scacciato da Shredder e costretto a vivere nelle fogne e quindi a contatto con i ratti. Il contatto costante con i roditori, unito al contatto col mutageno, lo trasformerà in un topo antropomorfo che decide di accudire le tartarughe fin dalla tenera età insegnando loro tutto ciò che conosce. Da umano egli era un maestro di arti marziali. In entrambe le versioni del mito le tartarughe, vivendo nascoste dagli esseri umani, vengono così educate alla rigida dottrina dei guerrieri, apprendendone oltre alle tecniche di combattimento anche il ferreo codice d'onore.
Dopo un lungo addestramento fisico e spirituale nel segreto del sottosuolo cittadino, dove risiedono, gli ormai adolescenti Leonardo, Raffaello, Donatello e Michelangelo (che prendono i nomi da quattro artisti protagonisti del Rinascimento fiorentino) vengono dichiarati dal sensei pronti per adempire al destino di combattenti: con il favore delle tenebre le Tartarughe Ninja cominciano infatti a percorrere le strade della metropoli, mettendo segretamente giustizia tra i criminali. Questa solitaria guerra alla malavita, unita a motivi di vendetta, porterà i mutanti a fronteggiare il Clan del Piede, ora una potente setta di guerrieri ninja che gestisce il crimine organizzato di New York.

## Personaggi
Nelle differenti forme in cui si sono presentate le Tartarughe Ninja, il ruolo e le caratteristiche di molti personaggi sono stati talvolta modificati, anche radicalmente. Pertanto, la seguente descrizione si riferisce alla storia originale di Eastman e Laird. In tale serie, tutte le maschere delle tartarughe erano rosse. A partire dal cartone animato dell'87 ed in tutti i media successivi, ognuno di loro indossa una maschera di colore differente.

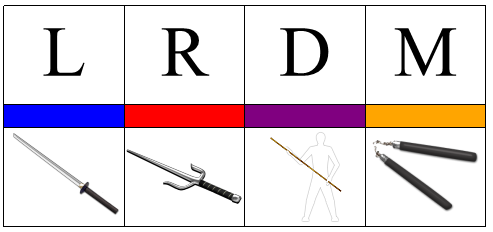
Schema riassuntivo: iniziale del nome, colore, arma.

### Tartarughe Ninja
- Leonardo: soprannominato Leo, è il fratello maggiore e leader delle tartarughe mutanti, nonché il più disciplinato, spirituale, serio e responsabile. È un abile guerriero che ha fatto del Bushido la sua guida morale e spirituale. La sua priorità principale è aiutare i suoi fratelli a diventare i migliori ninja possibili. A causa della sua leadership, è spesso confrontato con il carattere ribelle di Raffaello. Indossa una maschera blu ed è un maestro nell'uso della katana. Ama la filosofia, leggere, affilare le spade e meditare. Odia le ingiustizie e chi non rispetta le regole.
- Raffaello: soprannominato Raph, è il fratello secondogenito e la testa calda del gruppo. È la tartaruga irascibile, sarcastica, testarda, determinata e aggressiva, spesso guidata dalle sue forti emozioni. Ha un forte desiderio di indipendenza e spesso dimostra animosità con Leonardo per la sua leadership e i suoi metodi contrastanti. Nonostante la sua irruenza, ha un animo nobile e un grande coraggio. Porta una maschera rossa ed è un maestro nell'uso dei pugnali sai. Ama allenarsi e combattere. Ha paura delle scolopendre e degli scarafaggi. Il suo carattere irascibile tende ad avere la meglio su di lui, ma vuole apertamente bene ai suoi fratelli, suo padre e ai suoi alleati. È quello che più tiene alla giustizia e il primo a divenire amico di Casey Jones.
- Donatello: soprannominato Donnie, è il fratello terzogenito, nonché il più intelligente e spesso il più gentile delle tartarughe. Intellettuale, tenta spesso di raggiungere i suoi obiettivi attraverso la scienza e la tecnologia piuttosto che attraverso la violenza e quindi inventa spesso gadget e veicoli. Oltre ad essere il fratello più calmo e riservato, è anche il secondo in comando di Leonardo. Indossa una maschera viola ed è un maestro nell'uso del bastone bō. In Teenage Mutant Ninja Turtles - Tartarughe Ninja è innamorato pazzo di April, di cui è però innamorato anche Casey, quindi spesso è quello che va meno d'accordo con il ragazzo.
- Michelangelo: soprannominato Mikey, è il fratello minore. Considerato il meno disciplinato e più amante del divertimento del gruppo, coglie qualsiasi occasione per sdrammatizzare i combattimenti con battute scherzose. Di solito è il più agile e veloce dei fratelli, ha buona conoscenza delle tecniche ninjitsu ed è un maestro con i nunchaku. Indossa una maschera arancione. Tipico adolescente stereotipato, ha uno spirito libero ed esprime chiaramente il suo amore per la pizza e il cinema, mentre non ama il silenzio e annoiarsi. A causa della sua giovane età e al fatto di essere il minore del gruppo, è anche il più diretto e libero tra i fratelli, perché non ha mai avuto le loro stesse responsabilità. Tuttavia, per il suo carattere, è anche quello meno preso sul serio, che anche quando ha un'idea che potrebbe sembrare buona tende a essere sminuito dagli altri. È un grande amico (nonché primo a conoscerlo e a farci amicizia) di Leatherhead.

### Alleati
- Splinter: anziano ratto mutante, padre adottivo e maestro delle tartarughe. Ha istruito Leonardo e i suoi fratelli fin dalla loro infanzia per farne abili guerrieri e giustizieri. Oltre ad essere eccezionale nelle arti del combattimento, si interessa molto di filosofia orientale. È dotato di un'innata capacità nel leggere il linguaggio del corpo e nel prevederne i movimenti. Ha un eccezionale controllo sulle proprie sensazioni ed emozioni quali il dolore fisico e la paura. Ama i suoi "figli" allievi e meditare. Odia Shredder e tutto ciò che ha a che fare con lui.
- April O'Neil: è la giovane assistente dello scienziato Baxter Stockman tratta in salvo dalle tartarughe mutanti. Da allora è divenuta la loro prima collaboratrice umana, che funge spesso da tramite fra la squadra di Leonardo e la società umana. In Teenage Mutant Ninja Turtles - Tartarughe Ninja, viene rappresentata come un'adolescente ed è l'interesse amoroso di Donatello.
- Casey Jones: era dei corpi speciali e poi divenuto un irrequieto vigilante assetato di giustizia, condivide una stretta alleanza con Raffaello e con le altre tartarughe, che aiuta spesso anche in battaglia. Non utilizza armi vere e proprie, preferendo coprirsi il volto con una maschera da hockey e brandire mazze sportive. Abilissimo nel corpo a corpo, su sua richiesta viene anche allenato da Raffaello ottenendo in pochissimo tempo grandi risultati, diventando un ottimo esperto di arti marziali. È il migliore amico di Raffaello, ama combattere, allenarsi, mangiare, le moto, l'hockey e il baseball. Odia i criminali e le multe per eccesso di velocità. In Teenage Mutant Ninja Turtles - Tartarughe Ninja, viene rappresentato anche lui come un'adolescente ed ha una rivalità in amore con Donatello, innamorati entrambi di April O'Neil.

### Altri alleati
- Hamato Yoshi: prima di subire la mutazione, il Maestro Splinter era un comune ratto domestico ed apparteneva al Maestro Yoshi, abile esperto di ninjitsu, che venne poi assassinato da Oroku Saki, motivo per cui le Tartarughe Ninja e il loro sensei hanno giurato vendetta. In alcune versioni il suo personaggio viene fuso con quello di Splinter.
- Leatherhead: un alligatore rimasto, come le tartarughe, contaminato dal liquame radioattivo. Vive anch'egli nelle fogne di New York, dove ha subito la fortuita mutazione e collabora talvolta con le quattro Tartarughe Ninja.
- Fugitoid: ciò che resta del Professor Honeycutt, uno scienziato del pianeta coloniale D'Hoonib, che è stato trasferito in un corpo meccanico. Viene difeso dalle Tartarughe Ninja quando i Triceraton decidono di catturarlo per ottenere i progetti di una spaventosa arma.
- Recky: sono dei robot costruiti da Donatello. Appaiono per la prima volta durante la battaglia finale contro Shredder e i suoi scagnozzi. Distruggono una parte del rifugio, facendo in modo che la battaglia si estendesse anche per il resto di New York, poi però vengono tutti distrutti dall'esplosione delle fogne.
- Chaos: è una strana creatura mutante salvata dalle tartarughe e da April dalle grinfie del Barone Draxum durante il primo episodio, diventando in seguito l'animale da compagnia della ragazza. Ha il potere di teletrasportarsi, ma facendolo per troppe volte rischia di rimanere senza energie. È apparso solo e unicamente nella serie animata reboot Rise of the Teenage Mutant Ninja Turtles - Il destino delle Tartarughe Ninja e nel film d'animazione Tartarughe Ninja - Caos mutante.

### Clan del Piede
- Shredder: è l'arcinemico delle Tartarughe Ninja. Nutre una profonda invidia verso Leonardo per la sua abilità nel combattimento, riuscendo comunque a sconfiggerlo per la scarsa abilità e agilità. La sua vera identità è quella del magnate giapponese Oroku Saki, e comanda una delle più potenti organizzazioni criminali a livello globale. È un abile, astuto e malvagio guerriero e conosce a fondo le vie del ninjitsu, ma antepone all'onore la soddisfazione dei suoi desideri materiali. Viene sconfitto e ucciso dalle Tartarughe al fine di evitare la chiusura della sua organizzazione.
- Karai/Miwa: figlia adottiva e braccio destro di Shredder, ne è il discepolo prediletto. Nonostante sia fedele a Shredder, Karai è una ferma sostenitrice del codice d'onore, pertanto ha più volte dimostrato di essere maggiormente interessata alla pietà piuttosto che alla vendetta. Si ribella a Shredder e al Clan del Piede per allearsi con le Tartarughe e i suoi amici e finalmente come mezzo anti-eroe e mezzo anti-cattivo con il nome di Miwa potrà vendicarsi. In Teenage Mutant Ninja Turtles - Tartarughe Ninja è la figlia biologica di Hamato Yoshi, divenuto poi Splinter.
- Hun: è un uomo dalla muscolatura molto sviluppata, con capelli biondi e occhi neri ed è l'unico del Clan del Piede in grado di affrontare le tartarughe da solo e a mani nude. È anche appartenente al gruppo dei dragoni purpurei.
- Bebop e Rocksteady: due criminali al servizio di Shredder che in seguito a un esperimento sono stati trasformati rispettivamente in un uomo-facocero e in un uomo-rinoceronte. Quando erano in forma umana, facevano parte di una squadra di teppisti di New York, arruolati in seguito da Shredder per fermare April O'Neil nei suoi reportage di attività criminali nella metropoli; il processo di trasformazione li ha resi più grandi e forti, ma egualmente inetti a combattere il quartetto di tartarughe, e infatti loro sono considerati la linea comica del Clan del Piede.
- Soldati del Clan del Piede: sono esperti combattenti addestrati alle pratiche marziali, compongono il Clan del Piede e l'esercito clandestino che governa il crimine organizzato di New York. Benché apparentemente legati al Bushido, operano spesso come mercenari al soldo del miglior offerente. Vengono talvolta rappresentati come robot.
- Guardie d'Elite: i quattro migliori soldati del Clan del Piede ricevono il ruolo di Guardie d'Elite, il cui scopo è quello di proteggere Shredder in battaglia. Svolgono anche un ruolo di combattenti scelti.

### Altri nemici
- Krang: sono alieni composti da cellule cerebrali, simili a grossi cervelli muniti di volto e tentacoli. Un incidente ne ha costretti alcuni a vivere sulla Terra, in particolari esoscheletri mimetici.
- Baxter Stockman: è un geniale scienziato, esperto di tecnologie avanzate e pioniere della robotica. Ha tentato di uccidere la sua assistente, April O'Neil, per difendere il segreto di alcuni affari illeciti, ma è stato sconfitto dalle Tartarughe Ninja.
- Triceraton: sono una razza aliena simili a triceratopi umanoidi, definiti talvolta come gli alieni più crudeli dell'Universo, sono arcinemici dei Krang. La loro società è ispirata a quella dell'antica Roma e nonostante siano considerati una razza di crudeli e spietati guerrieri, riconoscono le virtù dell'onore e del coraggio.
- Bishop: è uno scienziato che lavora per il governo. Lo si vede per la prima volta nella serie animata del 2003 dopo l'attacco dei Triceraton. Sembra che conosca molto bene le tartarughe.
- Barone Draxum: è uno spietato e tirannico mutante alchimista con lo scopo di tramutare tutti gli umani in mutanti. Il personaggio è l'antagonista principale nella prima stagione della serie animata reboot Rise of the Teenage Mutant Ninja Turtles - Il destino delle Tartarughe Ninja, tuttavia diventa semi-alleato delle tartarughe dopo che l'hanno sconfitto.

### Altri personaggi
- L'Ultimo Ronin: l'ultima tartaruga rimasta dopo che le altre tre sono state uccise dal Clan del Piede. Negli anni la mutazione è aumentata e il Ronin è diventato molto più forte, abile e resistente dei suoi fratelli oltre ad aver guadagnato un fattore rigenerante istantaneo. Fa la sua apparizione nell'omonimo fumetto dove sconfigge una volta per tutte il Clan del Piede guidato da Oroku Hiroto, figlio di Karai e nipote di Shredder.

## Fumetti

### Mirage Studios
- Eastman & Laird's - Teenage Mutant Ninja Turtles: La prima serie a fumetti dedicata alle Tartarughe Ninja venne pubblicata dal maggio 1984 all'agosto 1993, per un totale di 62 numeri scritti e disegnati da Kevin Eastman e Peter Laird, cui si aggiunsero presto Jim Lawson, Ryan Brown e molti collaboratori occasionali. Realizzata in bianco e nero con copertina a colori, fu poi oggetto di numerose ristampe negli Stati Uniti, ma ne arrivarono in Italia solo i primi quattro numeri per l'editore Granata Press per motivi di bassissimo interesse da parte del pubblico, pubblicati dal dicembre 1992 all'aprile 1993. Solo nel 2009 comincia la pubblicazione in volumi (6 in tutto) da parte della 001 Edizioni; tali volumi contengono dal numero 1 al numero 11, dal numero 19 al numero 21 e dal numero 48 al numero 62, ovvero i numeri più importanti della trama principale. I guerrieri mutanti vengono presentati come giustizieri dai metodi assai cruenti, ma alle atmosfere tetre e alle situazioni macabre non manca mai una sottile vena d'ironia. Emerge come un prodotto destinato principalmente ad una fascia di lettori adolescenti.
- Tales of the Teenage Mutant Ninja Turtles: Dal 1987 al 1989, in contemporanea con la pubblicazione di Eastman & Laird's - Teenage Mutant Ninja Turtles, la Mirage Studios pubblicò 7 numeri di racconti a fumetti riguardanti i segreti delle Tartarughe Ninja, cioè una breve serie di episodi speciali. Risulta molto importante dal punto di vista della trama, in quanto presenta per la prima volta personaggi divenuti fondamentali nella serie ordinaria. Come per molti numeri di essa, Tales of the Teenage Mutant Ninja Turtles è stata scritta da Eastman e Laird e disegnata da Lawson e Brown.
- Teenage Mutant Ninja turtles - Volume 2: Dopo il successo di Eastman & Laird's - Teenage Mutant Ninja Turtles, la Mirage Studios ne produsse un seguito di 13 numeri, pubblicati dal 1993 al 1995. Con Jim Lawson ed Eric Talbot ai disegni, questa serie si distingue dalla precedente per essere interamente realizzata a colori.
- TMNT: Nel 2001 le avventure delle Tartarughe Ninja riprendono forma in una nuova serie, considerabile come il seguito dei precedenti episodi sebbene priva di veri e propri collegamenti. Ancora in produzione, è stata scritta da Peter Laird, mentre Jim Lawson ed Eric Talbot si sono ancora una volta occupati dei disegni.
- Tales of TMNT: Edita dal gennaio 2004 al maggio 2010 per un totale di 70 numeri, corrisponde a Tales of the Teenage Mutant Ninja Turtles, ma i fatti narrati si rivolgono alla serie TMNT. Steve Murphy ne scrive gli episodi, disegnati da Rick Remander e solo in pochi casi da Jim Lawson.
- Bodycount: Una miniserie da 4 uscite. Il primo numero uscì in America nell'ottobre 1994 ancora per la Mirage con il titolo "Casey Jones & Raphael", poi modificato in "Bodycount" per l'uscita dei restanti 3 numeri sotto la Image del marzo 1996. Scritta dal creatore Eastman, la serie presenta le avventure di Jones e Raffaello incentrate sul salvataggio di una donna dai killer delle triadi: lungo il percorso i due si scontrano con John Woo Woo (ispirato nel nome dal regista John Woo) e scoprono inquietanti particolari sul passato della loro protetta. Tutta la storia è in realtà un omaggio ai film d'azione di Woo, e presenta molte più sparatorie e situazioni violente rispetto alle altre serie. La serie è stata pubblicata in Italia in volume dalle edizioni BD.

### Archie Comics
- TMNT Adventures: Proposta, a differenza dell'originale, anche in Italia, si compone di 72 numeri pubblicati tra il marzo 1989 e l'Ottobre 1995. Era inizialmente la trasposizione su carta della prima serie animata, salvo poi prendere una strada differente. Come tutte le altre serie pubblicate da Archie Comics è stata interamente realizzata a colori.
- TMNT Specials: Comprende volumi speciali legati a TMNT Adventures, e quindi sviluppatisi indirettamente sull'onda dei primi cartoni animati. I suoi 19 numeri, editi dal 1991 al 1993, raccontano anch'essi episodi speciali tra cui delle parodie e una trasposizione dei primi tre film.
- TMNT Mini Series: Pubblicata dall'agosto 1988 al marzo 1996, ripropone un remake del primo cartone animato, alcuni episodi dedicati a personaggi come April O'Neil, e numerose parodie. Presenta anche alcuni passi inediti, comunque molto simili per stile alle altre produzioni di Archie Comics.
- TMNT Digest: come per i TMNT Specials anche questa collana della Archie Comics mostra i passi inediti della serie TMNT Adventures, riprendendo quindi i toni colorati del cartone animato prodotto nell'87. Con i suoi 7 numeri, è durata dall'agosto 1993 al dicembre 1994.
- TMNT Mighty Mutanimals: ennesima serie speciale della Archie Comics, che mostra questa volta le Tartarughe Ninja del cartone animato serie ‘87 alle prese con numerosi e differenti animali contaminati dal fluido mutageno. Per la durata di 9 numeri, è stata pubblicata dal maggio 1991 al giugno 1993.

### Altri fumetti
- Teenage Mutant Ninja Turtles (IDW Publishing): serie cominciata nell'agosto 2011 che rinarra le origini delle Tartarughe. In Italia è pubblicata da Panini Comics a partire da maggio 2013. Uno speciale uscito ad ottobre 2012 negli USA in continuity con la serie IDW Publishing, Teenage Mutant Ninja Turtles Annual 2012, è stato pubblicato nel luglio 2014 da Panini Comics con il titolo Grosso guaio a Little Italy, e vede il ritorno alla creazione di una storia intera da parte di Kevin Eastman dopo circa 20 anni.
- Teenage Mutant Ninja Turtles (Dreamwave): serie a fumetti realizzata dalla casa editrice Dreamwave, basata sulla più recente serie di cartoni animati. Appunto per questo è, almeno nei toni cupi e nella destinazione ad un pubblico adolescente, abbastanza fedele ai primi fumetti. Narra in parte trasposizioni della serie animata ed in parte episodi inediti. I suoi 7 numeri sono stati pubblicati dal giugno al dicembre 2003.
- Teenage Mutant Ninja Turtles (Image): Iniziata nel giugno 1996 e conclusasi a ottobre 1999, la serie prodotta dalla Image Comics è composta da 23 numeri e realizzata interamente in bianco e nero.

## Altri media

### Televisione

#### Serie televisive animate
- Tartarughe Ninja alla riscossa (Teenage Mutant Ninja Turtles): si tratta della prima serie animata, andata in onda negli Stati Uniti dal 1987 al 1996, per un totale di 193 episodi divisi in dieci stagioni. Questo prodotto, del quale Mirage Studios non detiene i diritti, porta una serie di differenze dai primi fumetti fra cui l'esclusione di alcuni personaggi. Le Tartarughe Ninja sono quattro simpatici eroi amanti della pizza. I produttori decisero poi di conferire all'agente mutageno la proprietà di trasformare gli esseri umani, ed evitarono così l'omicidio di Hamato Yoshi facendo trasformare egli stesso nel ratto sensei Splinter. Molto presente April O'Neil cui, in questa serie, è stato dato il ruolo di giornalista televisiva. I suoi colleghi Irma, Barney e Vernon ottennero un ruolo comico molto rilevante, tanto da superare nettamente anche le comparse di Casey Jones. Shredder è sempre l'antagonista, ma rispetto alla versione cartacea è molto meno freddo e malvagio. Ad assisterlo vennero aggiunti due criminali mutanti, Bebop e Rocksteady, col ruolo di spalla comica, e un esercito di androidi per sostituire i guerrieri del Piede. Il comando di questo gruppo passò all'alieno Krang, ispirato agli Utrom del fumetto, mentre i produttori decisero di riempire gli episodi con innumerevoli mutanti schierati da entrambe le fazioni.
- Tartarughe Ninja (Teenage Mutant Ninja Turtles): realizzata nel 2003 da Mirage Studios in collaborazione con 4Kids Entertainment e 20th Century Fox. Questa serie riprende i toni cupi e adrenalinici del fumetto, rimanendo fedele all'opera originale per molti aspetti, tra cui la caratterizzazione e lo sviluppo dei personaggi e la maggior parte degli eventi narrati. Le numerose modifiche apportate hanno spesso avuto il fine di concatenare fatti o personaggi originariamente sconnessi (per esempio gli Utrom e il Clan del Piede) ottenendo come risultato una trama maggiormente intricata. Consistenti le modifiche dal punto di vista grafico, principalmente nell'assetto da combattimenti o nell'abbigliamento dei personaggi umani. Tartarughe Ninja è composta in tutto da sette stagioni: le prime quattro di ventisei episodi, ispirate alle originali storie su carta e trasmesse anche in Italia dal gennaio 2005 al maggio 2006; la quinta stagione di tredici episodi, in stile nippoamericano e mai trasmessa in nessuna parte del mondo; la sesta stagione di ventisei episodi, intitolata Fast Forward ed ambientata nel futuro; la settima stagione di tredici episodi che, secondo Mirage Studios, riprende maggiormente i temi originali già in parte traditi nelle stagioni cinque e sei e con il titolo del film d'animazione del 2007: TMNT.
- Teenage Mutant Ninja Turtles - Tartarughe Ninja (Teenage Mutant Ninja Turtles): serie realizzata in computer grafica prodotta da Nickelodeon e trasmessa dal 2012. Nonostante ci siano importanti elementi di differenza dalla serie del 1987, come una differente versione di April O'Neil, la presenza del personaggio di Karai (che non appare nel cartone del 1987) e a una versione più fedele al fumetto di Shredder, si può considerare come un remake in versione moderna della serie del 1987, da cui prende molti elementi, come la presenza di Kraang come avversario (anche se solo successivamente in collaborazione con Shredder), oltre alla stessa cronologia di eventi che porta Hamato Yoshi a diventare il maestro Splinter.
- Rise of the Teenage Mutant Ninja Turtles - Il destino delle Tartarughe Ninja (Rise of the Teenage Mutant Ninja Turtles): In questa nuova serie della Nickelodeon realizzata nuovamente in animazione tradizionale nel 2018, le Tartarughe Ninja hanno dei nemici da affrontare, come Shredder, il Barone Draxum (come primo avversario della serie) e Krang Leader (apparso ufficialmente nel film d'animazione Il destino delle Tartarughe Ninja - Il film). A differenza delle altre serie, essa presenta come leader della squadra Raffaello, il quale è più alto dei suoi tre fratelli. Le armi dei protagonisti, inoltre, sono diverse: Raffaello combatte usando, al posto dei sai, due tonfa; Leonardo e Donatello usano rispettivamente una spada Ōdachi con il potere della creazione di portali e un bastone bō high tech; Michelangelo è il più piccolo, con la pelle color verde scuro spento (un riferimento alla serie del 2003) e combatte usando un Kusari-fundo, con il quale può evocare uno spiritello fiammeggiante dalla sua sfera. Inoltre questa nuova serie animata vede una April O'Neil afroamericana, il maestro Splinter più grassottello, basso e nuovamente grigio come la sua versione del 2003 con un aspetto simile a quello di un gatto persiano, e una ragazza dalle origini asiatiche che sembra prendere ispirazione da Karai e/o Jennica, di nome Cassandra Jones, una ex-recluta del Clan del Piede che si unisce con le tartarughe per sconfiggere Shredder. È inoltre, come scopriamo nel film animato, futura madre di Casey Jones.
- Tales of the Teenage Mutant Ninja Turtles - I racconti delle Tartarughe Ninja (Tales of the Teenage Mutant Ninja Turtles): serie animata che funge da sequel al film d'animazione Tartarughe Ninja - Caos mutante del 2023, e sarà realizzata e utilizzata in animazione 2D tradizionale nella stessa maniera della serie precedente Rise of the TMNT del 2018. La serie è prodotta da Nickelodeon per la piattaforma streaming Paramount+, e trasmessa dal 2024.

#### Serie televisive live-action
- Tartarughe Ninja: l'avventura continua (Ninja Turtles: The Next Mutation): telefilm prodotto nel 1997 e durato solo due stagioni. Riporta una somiglianza di stile con i cartoni del 1987, ma si nota infatti subito la differenza sostanziale nell'abbigliamento delle Tartarughe Ninja, che indossano ora quattro diversi tipi di maschera. Le armi sono state modificate, è stata inserita la quinta tartaruga Venus, che a differenza degli altri quattro è una femmina, e anche il principale antagonista, Shredder, è stato presto sostituito da un gruppo di nuovi personaggi. Cronologicamente, Tartarughe Ninja - L'avventura continua dovrebbe essere ambientata dopo la saga cinematografica, ma alcuni elementi farebbero ipotizzare un seguito del primo cartone animato. Questa serie ha avuto un cross-over con i Power Rangers in Space.

### Cinema

#### Film live-action
- Tartarughe Ninja alla riscossa (Teenage Mutant Ninja Turtles): Primo film delle quattro tartarughe, girato dal vivo con attori in costume. Diretto da Steve Barron e uscito negli Stati Uniti nel marzo 1990, ha ottenuto un grande successo grazie anche alla popolarità fornita dalla prima serie animata. Il film si basa sia sulla prima serie a fumetti che sulla prima serie animata, con insieme alle tartarughe Casey Jones come protagonista. Troviamo poi Tatsu, il braccio destro di Shredder nella saga cinematografica.
- Tartarughe Ninja II - Il segreto di Ooze (Teenage Mutant Ninja Turtles II: The Secret of the Ooze): Il secondo film narra il ritorno di Shredder, evento portante dei fumetti, e la scoperta delle origini da parte dei quattro fratelli. Troviamo l'introduzione di Tokka e Rahzar che sarebbero l'equivalente di Rocksteady e Bebop, in chiave più cinematografica e meno cartoon. Altro nuovo personaggio è Keno, un ragazzino che pratica arti marziali e diventerà amico dei protagonisti. Casey Jones invece è assente dal film, ma tornerà nel terzo capitolo.
- Tartarughe Ninja III (Teenage Mutant Ninja Turtles III): Quest'ultima pellicola della trilogia vede le Tartarughe Ninja proiettate, con l'ausilio di uno scettro magico, nel Giappone feudale del XVII secolo, dove devono trarre in salvo April, anch'essa finita nel passato e ritenuta una strega. La storia è quasi inedita, sebbene ispirata al crossover del fumetto in cui le Tartarughe Ninja, al fianco di Renet di Cerebus, dovevano utilizzare lo Scettro del Tempo per compiere una pericolosa missione nell'antico Giappone. Troviamo tutti nuovi personaggi, e vediamo tornare Casey. Lo scettro nel tempo e i viaggi ispireranno altri fumetti.
- Tartarughe Ninja (Teenage Mutant Ninja Turtles): diretto da Jonathan Liebesman è uscito nelle sale americane l'8 agosto 2014[4] (in Italia il 18 settembre). È il remake del film Tartarughe Ninja alla riscossa del 1990 e segna il reboot della saga cinematografica. Il primo film delle Tartarughe Ninja ripreso con la tecnica della motion capture.
- Tartarughe Ninja - Fuori dall'ombra (Teenage Mutant Ninja Turtles: Out of the Shadows): del 2016, è il sequel sempre scritto da Josh Applembaum e André Nemec e prodotto da Michael Bay. Il regista del film non è più Jonathan Liebesman, ma Dave Green. Sono stati annunciati nuovi personaggi sia buoni sia cattivi. Tra i buoni si annovera Casey Jones, mentre tra i cattivi si trova Krang (l'antagonista principale del film), Bebop e Rocksteady.

#### Film d'animazione
- TMNT: rappresenta in parte il seguito dei precedenti film e in parte il seguito della recente serie; è realizzato interamente in grafica computerizzata. Le tartarughe hanno ormai deposto le armi, dopo la sconfitta del loro nemico Shredder. Quando l'industriale Max Winters, in combutta con il Clan del Piede governato da Karai, progetta un pericoloso piano avvalendosi di rare congiunzioni astrali, toccherà al Maestro Splinter, ad April e a Casey riunire la squadra di guerrieri mutanti. Nel cast dei doppiatori non mancano inoltre alcune celebrità come Patrick Stewart, Sarah Michelle Gellar o Mako Iwamatsu, i quali interpretano rispettivamente Winters, April e Splinter; nonché Laurence Fishburne nella parte del narratore. TMNT è uscito negli Stati Uniti nel marzo 2007 riscuotendo parecchio successo, e in Italia nel 22 giugno dello stesso anno, passando più in sordina.
- Turtles Forever: è il film crossover delle due serie animate (1987/2003) e di una serie a fumetti (del 1984) in cui le tre versioni delle Tartarughe Ninja, provenienti dalle varie trasposizioni, si uniscono come se fossero provenienti da più universi alternativi per combattere insieme contro le forze del male, e dovranno fermare una volta per tutte il malvagio Utrom Shredder (Ch'Rell) che tenta di distruggere il tempo e lo spazio.
- Batman vs. Teenage Mutant Ninja Turtles: è l'unico film realizzato in collaborazione con la Warner Bros. Animation e la Nickelodeon, e viene anche realizzato alla miniserie a fumetti in sei parti, Batman/Tartarughe Ninja. Dove la Batman Family (Batman, Robin e Batgirl) e le Tartarughe Ninja (Leonardo, Raffaello, Donatello e Michelangelo), inizialmente ostili fra loro non conoscendosi, si alleano per combattere contro il Clan del Piede di Shredder e la Lega degli assassini di Ra's al Ghul.
- Il destino delle Tartarughe Ninja - Il film (Rise of the Teenage Mutant Ninja Turtles: The Movie): è un film che funge da sequel della serie animata, dove le Tartarughe Ninja, il Maestro Splinter e i loro amici April O'Neil e Casey Jones dovranno affrontare e sventare i folli piani di conquista del mondo dei malvagi alieni Krang dalla loro invasione per distruggere l'umanità. Il film è disponibile su Netflix.
- Tartarughe Ninja - Caos mutante (Teenage Mutant Ninja Turtles: Mutant Mayhem): è un film d'animazione realizzato da Nickelodeon Films e Paramount Pictures, e debuttato nelle sale ad agosto del 2023. Viene diretto da Jeff Rowe reduce dall'aver diretto per Netflix I Mitchell contro le macchine. Il film viene prodotto dalla Point Gray Productions ed è animato dagli studi canadesi Mikros Animation e Cinesite. La storia ruota intorno al tentativo delle 4 tartarughe ninja di farsi accettare e acclamare dai newyorkesi come veri supereroi, mentre è nata una nuova e potente organizzazione criminale che arruola un esercito di combattenti mutanti per umiliare e sconfiggere i nuovi paladini della città.

### Crossover
Turtles Forever: Turtles Forever è un film del 2009 dove i protagonisti del 2003 incontrano le loro versioni della serie del 1987 teletrasportate accidentalmente nel loro mondo. Tutte e otto dovranno affrontare diversi nemici da entrambe le serie per fermare l'Utrom Shredder dal distruggere il tempo e lo spazio. Durante la parte finale verranno affiancate anche dalle loro versioni cartacee in bianco e nero del 1984. Il film è Inedito in Italia.
Le Tartarughe Ninja originali sono state protagoniste anche di diversi crossover con personaggi di fumetti che, proprio come quelli di Mirage Studios, risultano “indipendenti” dalle grandi case editrici. I numeri 8, 46 e 47 di Eastman & Laird's - Teenage Mutant Ninja Turtles, e il numero 7 di Tales of Teenage Mutant Ninja Turtles vedono i guerrieri mutanti alle prese con alcuni personaggi ispirati alla serie di Cerebus quali l'apprendista Renet, il potente Lord Simultaneous e il malvagio Savanti Romero. Questi episodi verranno poi riprodotti nel cartone animato del 2003.
In alcuni numeri della serie Tales of TMNT le Tartarughe incontrano Marshall Moo Montana, Cowlorado Kid e Dakota Dude - protagonisti della serie animata I Cowbuoi dell'Altopiano- e si alleano con loro per sventare i diabolici piani dello Sceriffo Terrorbull, acerrimo nemico dei tre eroi del West.
Un altro importante crossover è quello con Usagi Yojimbo, il coniglio guerriero della serie a fumetti omonima ideata da Stan Sakai. Questo racconto ispirò altri episodi della recente serie animata, in alcuni dei quali compaiono anche gli alleati di Usagi. Nella seconda serie Teenage Mutant Ninja Turtles – Volume 2 le Tartarughe Ninja combattono al fianco di Savage Dragon, il personaggio del fumetto creato da Erik Larsen per conto della casa editrice Image Comics. Le versioni meno fedeli al fumetto originale, come il cartone animato del 1987, i fumetti della Archie Comics e la serie Tartarughe Ninja - L'Avventura Continua, non hanno avuto un gran numero di crossover. Nei primi cartoni animati venne riprodotto l'incontro con Usagi Yojimbo, ma come di consueto in questa serie ben poco aveva in comune con la controparte cartacea.
In un episodio speciale del telefilm le Tartarughe Ninja vennero messe a combattere al fianco dei Power Rangers, mentre nel primo numero della serie a fumetti TMNT Specials incontrarono Archie, il buffo protagonista di un fumetto molto popolare negli Stati Uniti. Nel cartone animato I nostri eroi alla riscossa (noto anche come: Cartoni animati contro la droga, titolo originale: Cartoon All-Stars to the Rescue) oltre ad altri cartoni animati anni novanta sono presenti anche le Tartarughe Ninja, si tratta un mediometraggio educativo; uno speciale televisivo per la prevenzione contro la droga, in cui compaiono molti popolari personaggi dei cartoni animati degli anni ottanta. È stato prodotto da McDonald's e Walt Disney Television Animation.
Le Tartarughe Ninja compaiono anche in un episodio della serie animata Teen Titans Go!, Tutti pazzi per la pizza.
In un crossover tra gli editori DC Comics e IDW Publishing le Tartarughe Ninja incontrano Batman. In seguito al successo che ha questa miniserie, i due editori pubblicano anche un'altra miniserie crossover che si ispira alle rispettive versioni animate. Oltre la miniserie crossover tra le Tartarughe Ninja e Batman hanno fatto un film d'animazione del 2019, intitolato Batman vs. Teenage Mutant Ninja Turtles.

### Videogiochi
Sono uscite decine di videogiochi ufficiali sulle Tartarughe Ninja, prima nel periodo 1989-1993, per poi riprendere dal 2003:
- Teenage Mutant Hero Turtles (1989), per varie piattaforme domestiche;
- Teenage Mutant Hero Turtles (1989), arcade, convertito per varie piattaforme domestiche;
- Teenage Mutant Hero Turtles: Fall of the Foot Clan (1990), per Game Boy;
- Teenage Mutant Ninja Turtles: Turtles in Time (1991), arcade e SNES;
- Teenage Mutant Ninja Turtles II: Back from the Sewers (1991), per Game Boy;
- Teenage Mutant Ninja Turtles III: The Manhattan Project (1991), per NES;
- Teenage Mutant Ninja Turtles: Manhattan Missions (1991), per MS-DOS;
- Teenage Mutant Ninja Turtles: The Hyperstone Heist (1992), per Mega Drive;
- Teenage Mutant Ninja Turtles: Tournament Fighters (1993), per Mega Drive, NES, SNES;
- Teenage Mutant Ninja Turtles III: Radical Rescue (1993), per Game Boy;
- Teenage Mutant Ninja Turtles (2003), per Game Boy Advance, GameCube, PlayStation 2, Windows, Xbox;
- Teenage Mutant Ninja Turtles 2: Battle Nexus (2004), per GameCube, PlayStation 2, Windows, Xbox;
- Teenage Mutant Ninja Turtles: Mutant Melee (2005), per GameCube, PlayStation 2, Windows, Xbox;
- Teenage Mutant Ninja Turtles 3: Mutant Nightmare (2005), per GameCube, Nintendo DS, PlayStation 2, Xbox;
- TMNT (2007), varie piattaforme; TMNT (2007), Game Boy Advance;
- TMNT: Ninja Adventures Activity Centre (2007), raccolta di accessori e minigiochi per Windows;
- Teenage Mutant Ninja Turtles: Smash-Up (2009), per PlayStation 2, Wii;
- Teenage Mutant Ninja Turtles: Turtles in Time Re-Shelled (2009), remake di Turtles in Time, per PlayStation 3, Xbox 360;
- Teenage Mutant Ninja Turtles: Arcade Attack (2009), per Nintendo DS;
- Teenage Mutant Ninja Turtles: Out of the Shadows (2012), per PlayStation 3, Windows, Xbox 360;
- Teenage Mutant Ninja Turtles (2013), per Nintendo 3DS, Wii, Xbox 360;
- Teenage Mutant Ninja Turtles: Danger of the Ooze (2014), per Nintendo 3DS, PlayStation 3, Xbox 360;
- Teenage Mutant Ninja Turtles (2014), per Nintendo 3DS;
- Teenage Mutant Ninja Turtles: Training Lair (2014), per Xbox 360 con Kinect, gioco gratuito promozionale del film del 2014;
- Demolition Dojo (2014), gioco gratuito per browser promozionale del film del 2014;
- Teenage Mutant Ninja Turtles: Mutants in Manhattan (2016), per varie piattaforme;
- Teenage Mutant Ninja Turtles: Legends (2016), per Android e iOS;
- Teenage Mutant Ninja Turtles: Portal Power (2016), per Android, iOS, Macintosh, Windows;
- Teenage Mutant Ninja Turtles: Shredder's Revenge (2022), PlayStation 4, Xbox One, Nintendo Switch, Steam;[7]
- Teenage Mutant Ninja Turtles: The Cowabunga Collection (2022), antologia di 13 giochi, PlayStation 4, PlayStation 5, Xbox Series, Nintendo Switch e Steam;[8]
- Teenage Mutant Ninja Turtles Arcade: Wrath of the Mutants (2024), PlayStation 4, Playstation 5, Xbox One, Nintendo Switch, Windows, Xbox One, Xbox Series X/S;
- Teenage Mutant Ninja Turtles: Mutants Unleashed (2024), PlayStation 4, Playstation 5, Xbox One, Nintendo Switch, Windows, Xbox One, Xbox Series X/S.

#### Videogiochi crossover
Electric Crayon Deluxe: Teenage Mutant Ninja Turtles: World Tour (1990), viva la pace
In LittleBigPlanet 3 (2014) sono usciti i costumi delle tartarughe e di Splinter.
Nel gioco Injustice 2 (2017) è possibile giocare con tutte le tartarughe comprando un apposito DLC.
Le tartarughe sono tra i personaggi giocabili nella serie: Nickelodeon Kart Racers (2018); Nickelodeon Kart Racers 2: Grand Prix (2020); Nickelodeon All-Star Brawl (2021).
Smite × TMNT (2020) un gioco in stile world of warcraft.
Brawlhalla × TMNT (2021) è possibile giocare con tutte le tartarughe.
Fortnite × TMNT (2024) Sono state aggiunte in gioco tutte le armi delle Tartarughe Ninja e anche un Battle pass dedicato a shredder

### Giochi
Tra il 1985 e il 2000 la Palladium Books ha pubblicato il gioco di ruolo Teenage Mutant Ninja Turtles & Other Strangeness basato sull'ambientazione del fumetto originale.
Molti sono i giochi da tavolo basati ufficialmente sulle Tartarughe Ninja, Teenage Mutant Ninja Turtles TCG è un gioco di carte pubblicato da UpperDeck nel 2004.
Dal 2013 sono stati prodotti vari set LEGO Ninja Turtles, e nel 2016 è uscito il nuovo gioco basato sulla serie animata del 2012 Tartarughe Ninja: Leggende.